# 511
511 је била проста година.

## Догађаји
- Немири избијају на улицама Антиохије, између присталица патријарха Флавијана II  и цара Анастасија I, по питањуНехалкидонског хришћанства.
- 27. новембар – Краљ Хлодовех I умире у Паризу (Лутеција) у 45. години и сахрањен је у опатији Свете Женевјеве. Династију Меровинга настављају његова четири сина (Теудерик I, Хлодомер, Чилдеберт I и Хлотар I), који деле Франачко краљевство и владају из престоница у Мецу, Орлеану, Паризу и Соасону.
- Остроготски краљ Теодорик Велики преузима регентство над Амалариком, његовим унуком и будућим краљем Визиготског краљевства - Теодорик сада влада територијом која се протеже од Атлантског океана до Јадранског мора.
- Аријабхата, индијски астроном и математичар, долази до концепта математичких једначина, од којих једна објашњава ротацију Земље око своје осе. Овај концепт је далеко испред свог времена и он је прилично тачан у свом опису. Он такође долази са много других идеја о Сунчевом систему, али многе од њих су погрешне јер сматра да је Земља центар универзума. Аријабхати се често приписује заслуга што је смислио број нула и користио га као чувар места.
- Први Орлеански сабор: Краљ Хлодовех I сазива сабор галских епископа са намером да реформише Цркву и створи везу између круне и епископата.
- Македоније II је свргнут са места патријарха цариградског, а заменио га је Тимотеј I.
- Манастир Светог Цезарија је изграђен у Арлу.

## Смрти
- 27. новембар —Хлодовех I, франачки краљ (*466.)